# Adam Carter
Adam Carter es un personaje ficticio que apareció en la serie basada en el MI5 Spooks. Carter fue interpretado por el actor Rupert Penry-Jones desde el primer capítulo de la tercera temporada, emitido el 11 de octubre de 2004, hasta el 27 de octubre de 2008. 
Un episodio después de unirse al MI5, Adam asume el cargo del Jefe de la Sección D, que anteriormente ocupaba Tom Quinn. Durante el primer episodio de la séptima temporada Carter es asesinado por una bomba colocada en un coche por un grupo de terroristas.

## MI6
Es un enigmático agente quien sha tenido que enfrentar a sus demonios para convertirse en un despiadado espía.
Después de pasar años en el MI6, se ha convertido en un agente enigmático, decidido, despiadado cuando es necesario y poseedor de grandes habilidades. En el MI6 rabaja junto a los agentes Fiona Carter, su esposa y su amigo Zafar Younis. Adam tiene diversas habilidades entre ellas esta su excelente desempeño en contrainteligencia; además habla con fluides el árabe. 
Durante su estancia en el MI6 le trajo muchas operaciones exitosas, sin embargo en una de las operaciones fue capturado y torturado en el Medio Oriente por el exesposo de Fiona, Farook Sukkareih. 

## MI5
Adam es un agente duro y compasivo pero pragmático, es un líder inspirador para sus compañeros.
Tiene la fuerza para empujarse a sí mismo y sus colegas para que el haga su trabajo. Esta combinación de fuerza y compasión lo hacen un buen líder.

### Tercera & Cuarta Temporadas
Su primer trabajo en el MI5 fue de encubierto cuando se hizo pasar por un vagabundo para advertirles a Harry, Zoe Reynolds, Ruth y Danny que estaban reunidos en secreto para discutir la situación de Tom Quinn luego de que le hubieran tendido una trampa, que los estaban siguiendo.
Poco después, se une a la red y es introducido al equipo por Harry Pearce, quien lo llevó al MI5 para que lo ayudara a solucionar el problema de Tom y a encontrar la verdad. También en el mismo episodio se hace referencia a la esposa de Adam, Fiona Carter, quien también es una agente del MI5 quien trabajó posteriormente en el MI6. Fiona estuvo casada posteriormente con Farook Sukkareih quien se convirtió en un terrorista y al enterarse de que Fiona y Adam están vivos y casados: la busca y la secuestra para llevársela con él a Siria, pero se las maneja para escaparse sin embargo Farook le dispara y muere en los brazos de Adam; sus últimas palabras fueron que cuidara bien de Wes.
Sus capacidades le hicieron merecedor del puesto de Harry el cual le fue ofrecido por Juliet Shaw, pero el lo rechazó. Al final de la 4 temporada es herido gravemente cuando la exagente del MI5, Angela Wells le dispara, pero es operado en el primer episodio de la quinta temporada y sobrevive.

### Quinta Temporada
En el inicio de la quinta temporada Adam contrata a Jenny como niñera de Wes, el hijo que tuvo con Fiona; sin embargo a mitad de la serie Jenny comienza a mostrar sentimientos por Adam. 
Durante la serie sigue afligido por la muerte de su esposa, además de que tiene pesadillas y temores y pesadillas de que Wes se quedara solo. Adam intenta esconder su miedo al resto del equipo, pero durante una operación casi muere luego de que le diera un ataque de pánico. En el episodio siguiente cambia su estado de afligido a rebelde durante una operación que envolvía a un traidor del MI6; al final del episodio le pide a la niñera de Wes, Jenny que se vaya por temor a que los peligros de su trabajo le hicieran daño.
Durante el final de la quinta temporada sufre otra decaída sin embargo lo maneja y se repone para salarle la vida a Ros Myers, ambos quedan atrapados en el Thames Barrier mientras que se inunda, sin embargo al final rompen la rejilla y llegan a la superficie evitando ahogarse.

### Sexta & Séptima Temporadas
En la sexta temporada Adam inicia una relación con Ros Myers y también comienza a tomar asesoramiento para superar su estado mental con respecto a la muerte de Fiona. 
Al final de la sexta temporada junto a Jo Portman es atrapado por una célula que se encarga de torturar, Jo le pide a Adam que la mate ya que no quiere ser torturada y en las últimas tomas vemos a Jo recostada en los brazos de Adam y aél con lágrimas en los ojos indicando que si la mató. Sin embargo en algunos flashbacks del primer episodio de la séptima temporada se revela que Jo fingió su muerte y ambos lograron escapar de la celda con vida.
Durante el mismo episodio el agente Lucas North se une al MI5 y toma el lugar de Senior Case Officer.
Adam descubre que el ataque preparado por Al-Qaeda que en un principió creían que sería en un servicio en la ciudad de London a las 11 a. m. en verdad era un coche bomba. A dos minutos que comience la ceremonia y sin poder desactivarla o evacuar a la gente Adam toma el carro y lo lleva a una área abierta antes que detone, sin embargo no le da tiempo de escapar y el coche explota siendo él la única baja. 
La muerte de Adam no parece afectar a Ros sin embargo al regresar a su apartamento y estar a solas descarga toda su ira, frustración, tristeza y enojo. Ros toma el lugar de Adam como la Nueva Jefe de la Sección D.

Durante el transcurso de la séptima serie el grupo busca vengar la muerte de Adam, que fue ordenada a manos del jefe de operaciones de la FSB Rusa en Londres, Arkady Kachimov.

## Familia
Adam está casado con la también agente Fiona Carter con quien tiene un hijo Wes. Fiona es su mayor estímulo, en el séptimo episodio de la cuarta temporada es asesinada por su exesposo Farook, su muerte lo afectó seriamente, tanto emocionalmente como físicamente y destruyó sus sueños de poder tener una familia estable; lo cual hace que casi pierda su puesto y su trabajo en el MI5. Sin embargo Adam pudo manejar sus sentimientos y seguir trabajando, con la ayuda de Harry Pearce, con quien mantiene una buena relación hasta los últimos episodios de la temporada cinco.

### En inglés
- Adam Carter en bbc.co.uk
- Adam Carter en Internet Movie Database
- BBC - Spooks - Adam Carter Character Info
- BBC Press Office series six: Rupert Penry-Jones plays Adam Carter
- Spooks - Alibi Shows
- The Cast of Season Three: Adam, Danny, Zoe and Tom
- Adam and Fiona Picture

- Datos: Q4678838